# Distrikt La Brea
Der Distrikt La Brea (auch Distrikt La Brea Negritos) liegt in der Provinz Talara der Region Piura im äußersten Nordwesten von Peru. Der Distrikt wurde am 31. Oktober 1932 gegründet. 

## Geografie
Der Distrikt hat eine Fläche von 692,96 km². Er liegt an der Pazifikküste und erstreckt sich über eine halbwüstenhafte Landschaft im Süden der Provinz Talara. Der Distrikt besitzt eine etwa 30 km lange Küstenlinie und reicht etwa 40 km ins Landesinnere. An der Küste gibt es mehrere Badestrände. 
Im Norden grenzt der Distrikt La Brea an den Distrikt Pariñas, im Osten an den Distrikt Marcavelica (Provinz Sullana) sowie im Süden an die Distrikte Ignacio Escudero (ebenfalls in der Provinz Sullana), Tamarindo, Amotape und Vichayal (die letzteren drei in der Provinz Paita).
Beim Zensus 2017 wurden 12.486 Einwohner gezählt, 1993 lag die Einwohnerzahl bei 13.404, im Jahr 2007 bei 12.486.
Verwaltungssitz des Distriktes ist die Küstenstadt Negritos mit 12.277 Einwohnern (Stand 2017). Negritos liegt 9 km südlich der Provinzhauptstadt Talara.

## Verkehr
Die Nationalstraße 1N (Panamericana) durchquert den Distrikt.

In der ersten Hälfte des 20. Jahrhunderts gab es eine von der Ölindustrie betriebene Schmalspurbahn, die ins weitere Umfeld der Stadt führte und vor allem den Transportinteressen dieser Industrie diente. Öffentlicher Personenverkehr fand nur ab 1925 im Rahmen eines wöchentlichen Zuges aus dem Hinterland zum Markt von Negritos statt, der für die Nutzer kostenlos war. Der letzte Abschnitt dieser Bahn, zwischen Negritos und Talara wurde noch vor 1950 stillgelegt.